# Josef Pfitzer
Josef Ludwig Pfitzer (* 4. Januar 1969 in München) ist ein deutscher Film- und Theaterschauspieler.

## Wirken
Von Haus aus ist Josef Pfitzer Raumausstatter. Seit Ende der 1980er Jahr ist er hauptberuflicher Schauspieler. In seiner Freizeit beschäftigt er sich intensiv mit der Zauberkunst und hat in der Vereinszeitschrift Magie des Magischen Zirkels von Deutschland und dem Fachblatt Magische Welt mehrfach Artikel verfasst.
Von 1992 bis 1996 absolvierte Pfitzer im Studio Daniel Glück in München eine Schauspiel-, Tanz- und Gesangsausbildung, die er mit der Bühnenreife abschloss. Anschließend nahm er von 1999 bis 2001 am Sommer-Trainingsinstitut der Shakespeare & Company in Lenox (MA, USA) teil.
Weitere Ausbildungsstationen waren:
- 2007–2011: Filmschauspiel Lene Beyer mit Mark Travis und Larry Moss
- 2010–2011: Theater Halle 7 München – 17. Stückestaffel und Vorsprechrollentraining
- 2011–2016: Camera Acting Alexander mit Jean Lous Rodrigue in New York City und Berlin
- 2011–2017: Masterclass Jean Louis Rodrigue und Larry Moss in New York
- 2014: Filmwerkstatt München – Bairisch für Schauspieler bei Steffi Kammermaier
- 2014–2015: Susan Batson Studio in New York City
- 2015–2017: Magic Weekend Lund in Schweden – Zauberfachkongress Masterclass
- 2016: The Hidden Tools of Comedy Masterclass Steve Kaplan
- 2016–2018: Amy Jo Berman Kamera und Audition Training
- 2018: Susan Batson Studio in New York – Monolog Trainingswoche
- 2018–2019: wöchentliches Meisner Technik Trainingslabor
- 2018–2019: Manue Puro Casting Director London – Selftaping Challenge I und II[1]

## Preise & Auszeichnungen
2011 erhielt Pfitzer die Ehrenurkunde des Bayerischen Blinden- und Sehbehindertenbundes (für 10 Jahre Hörbuchsprecher). 2015 erhielt er beim Kurzfilmfestival Bunter Hund eine Nominierung für den Kurzfilm in Die letzte Brez’n.

## Filmographie (Auswahl)
- 2008–2011: Kanal fatal
- 2008: Die göttliche Sophie
- 2010: Marienhof
- 2010: Bergblut
- 2010: Die Rosenheim-Cops
- 2010: Um Himmels Willen
- 2010: Forsthaus Falkenau, Staffel 22, Folge 9[2]
- 2011: Schmidt & Schmitt – Wir ermitteln in jedem Fall
- 2011: Herzflimmern – Die Klinik am See – Liebe zum Leben, Staffel 1, Folge 8[3]
- 2012: Hubert ohne Staller, Staffel 2, Episode Wer A sagt[4]
- 2012: Der Cop und der Snob, Episode 5[5]
- 2013: Aktenzeichen XY … ungelöst
- 2014: Die Rosenheim-Cops
- 2014: Die Hochzeit meiner Schwester
- 2015: Sturm der Liebe, Folge 2303–2306
- 2015: Dahoam is Dahoam
- 2016: SOKO Kitzbühel, Staffel 16, Folge 10[6]
- 2016: Van Riper
- 2016: Die Rosenheim-Cops
- 2017: Lindenstraße, Staffel 1, Folge 1645[7]
- 2019: Servus, Schwiegersohn!
- 2019: Aktenzeichen XY … ungelöst
- seit 2020: Pan Tau (Fernsehserie)

## Theater (Auswahl)
- 2000–2016: Münchner Marionettentheater, Dickens Weihnachtsgeschichte, Marley, R: Florian Münzer
- 2010–2013: Münchner Volkstheater, Leonce und Lena, erster Höfling/Hofprediger II, R: Hanna Rudolph
- 2010–2016: Münchner Marionettentheater, Carmina Burana Orff, Fortuna-Puppenspieler, R: Marcus
- 2011–2013: Münchner Galerie Theater, Maria Stuart (Schiller), Graf von Lecester/Paulet, R: Ingmar Thilo
- 2010–2016: Münchner Marionettentheater, Carmina Burana Orff, Fortuna-Puppenspieler, R: Marcus Hamann
- 2012–2013: Teamtheater München/Tournee, I am my own wife, Charlotte von Mahlsdorf, R: Doug Wright
- 2013: Münchner Künstlerhaus, El Amor Brujo – Liebeszauber, Carmelo (Hauptrolle), R: Georg Jenisch
- 2013: Deutsches Theatermuseum, Carola Neher, Klabund, R: Becker/Kraus
- 2014–2019: Dine & Crime, Sakraldinner IV, bairischer Dorfpolizist Barthl, R: Werner Gawlik
- 2015–2018: Residenztheater München, König Ödipus, Chorensemble, R: Mateja Koleznik
- 2018: Wasmeier Museum, Klingende Zithergeschichte, Erzähler, R: Petra Hamberger
- 2018–2019: Residenztheater München, Ein Volksfeind, Lamstad zweiter Bürger, R: Mateja Koleznik

## Sprecher
- 2010: Der Abend vor der Schlacht, Audio Installation, Tiroler Landesmuseum/Regie Philipp Pamer
- 2012: Rama und Sita – Die schönste Liebesgeschichte, der Ausstellungs Audio Guide, Rautenstrauch
- 2014: Hamlet und Ophelia im Spiegel der Poesie, szenische Lesung, Deutsches Theatermuseum und Joest Museum Köln
- 2016: Briefe von Klabund an Carola Neher, Ausstellungsinstallation, Deutsches Theatermuseum
- 2017: Effie Pommeswald, Werbefilm, Leo`s Thjnk Tank
- 2018: Klingende Zithergeschichte, literarisch musikalisches Programm, Markus Wasmeier Museum – Sonderausstellung Berlin

## Synchronisation
- 2005: Königreich Bayern – Ludwig I, NR, Ludwig I Rezitator, R: Thomas Endl
- 2010: Criminal Intent – Verbrechen im Visier, NR, Sergent, R: Jean de Segonzac
- 2010: Polizeiruf 110: Cassandras Warnung, NR, Polizeifunksprecher, R: Dominik Graf